# Myosotis angustata
Myosotis angustata är en strävbladig växtart som beskrevs av Thomas Frederic Cheeseman. Myosotis angustata ingår i släktet förgätmigejer, och familjen strävbladiga växter. Inga underarter finns listade i Catalogue of Life.